# NGC 1359
NGC 1359 ist eine verschmelzende Balken-Spiralgalaxie vom Hubble-Typ SBc im Sternbild Eridanus am Südsternhimmel. Sie ist schätzungsweise 84 Millionen Lichtjahre von der Milchstraße entfernt und hat einen Durchmesser von etwa 60.000 Lichtjahren. Die Galaxie gilt als Mitglied des Eridanus-Galaxienhaufens und der NGC 1407-Gruppe.

Im selben Himmelsareal befinden sich u. a. die Galaxien NGC 1352, NGC 1362, NGC 1370.
Das Objekt wurde am 12. Oktober 1836 vom britischen Astronomen John Herschel entdeckt.